# Танненбаум, Абнер
Абнер Танненбаум (1848 — 1913) — американский писатель и журналист еврейского происхождения, пишущий на идише, родившийся в России.

## Ранние годы
Танненбаум родился 1 марта 1848 года в Ширвинте, Россия, в семье Гирша Танненбаума.
Танненбаум вырос в Каменце-Подольском, куда его родители переехали, когда он был маленьким. Учился в Каменецком государственном еврейском училище, где руководителем был Авром Бер Готлобер, а учителем — Менделе Мойхер-Сфорим. В 1858 году он вместе с родителями переехал в Кишинёв и посещал местную гимназию, одновременно изучая еврейские предметы частным образом. Он не окончил среднюю школу и поначалу работал торговцем. Позднее он получил диплом Императорского Одесского университета за свои историко-географические исследования. В конце концов он стал менеджером оптового фармацевтического бизнеса.

## Иммиграция и карьера
А. Танненбаум иммигрировал в Америку в 1887 году, поселился в Нью-Йорке и поначалу открыл небольшой магазинчик сладостей и сигар. С 1889 по 1890 год он писал для «Der Morgenstern», после чего писал для других изданий на идише и иврите. Он сотрудничал, в частности, с такими газетами, как «Yidishes Tageblat» и «Yudishe Gazetten» Касриэля Хирша Сарасона, «Di Yudishe Velt» Цви Хирша Маслянского и Буканского, ивритским журналом «Haleom», а также филадельфийскими газетами «Filadelfyer Shtats-Tsaytung», «Di Yudishe Prese» и «Di Gegnvart». В 1898 году он также редактировал сионистскую газету «Мевасерет Цион», а с 1889 по 1893 год он вносил вклад в антирелигиозную газету «Тефила Зака», которая издавалась ежегодно в дни больших праздников нью-йоркской анархистской группой «Пионире дер Фрайхайт».
Танненбаум переводил немецкие и французские романы на идиш, особенно произведения Жюля Верна. Позднее он написал собственные романы, которые один из источников сравнивал с трудами немецкого педагога И. Г. Кампе. Он писал и популяризировал энциклопедические статьи в «The Jewish Gazette». У него был лёгкий стиль письма, делавший его работы понятными для людей, вообще не привыкших к чтению, и он сумел сформировать большую аудиторию, которая знакомилась с информацией по различным научным и историческим темам через него, его переводы и статьи. В 1905 году он также написал книгу из двух частей «История евреев в Америке» и «Коммерческая, промышленная и сельскохозяйственная география Соединённых Штатов».
Танненбаум был постоянным автором Jewish Morning Journal в течение последних нескольких лет своей жизни, отвечая за две колонки: «Natur un Kultur» (Природа и культура) и «Handl un Industrye» (Бизнес и промышленность). Он также опубликовал серию биографий и характеристик выдающихся еврейских деятелей для еженедельника «Der Amerikaner».

## Семья и смерть
У Танненбаума были сын и три дочери.
Танненбаум умер дома от острой пневмонии 19 июля 1913 года. Он умер, когда только что вернулся из отпуска в Шарон-Спрингс. Его похороны состоялись в здании Еврейского общества приюта и помощи иммигрантам на Ист-Бродвее, 229. Он был похоронен на Вашингтонском кладбище.